# Prière à Jésus-Christ
La Prière à Jésus-Christ est un poème de Tristan L'Hermite, publié en 1646 dans l'Office de la Sainte Vierge.

## Présentation

### Texte
La Prière à Jésus-Christ est un poème en sept quatrains d'octosyllabes :
Divin Auteur de toutes choses,

À qui les ronces et les clous

Quand tu voulus mourir pour nous

Étaient des œillets et des roses,

Ressouviens-toi de tant de peines,

Et de ce beau pourpre coulant

Qui de tes membres ruisselants

Forma tant de vives fontaines.

Seigneur, veuille oublier mes crimes

De désordre et d'impureté,

Pour qui ta sainte Majesté

A des horreurs si légitimes.

### Publication
La Prière à Jésus-Christ est publiée en 1646 dans l'Office de la Sainte Vierge.

## Postérité

### Éditions nouvelles
Le plus souvent, les anthologies « choisissent d'ignorer les vers religieux de Tristan ». En 1925, Pierre Camo préfère « laisser de côté ses poésies religieuses qui n'ajoutent rien à sa gloire ». Amédée Carriat regrette que « ni Maurice Allem ni Robert Vallery-Radot ne citent Tristan dans leurs anthologies de la poésie religieuse ».
En 1909, Adolphe van Bever comprend la Prière à Jésus-Christ dans la collection « Les plus belles pages » pour le Mercure de France. En 1960, Amédée Carriat reprend le poème dans son Choix de pages de toute l'œuvre en vers et en prose de Tristan. En 1962, Philip Wadsworth le tient dans son choix de Poésies de Tristan pour Pierre Seghers.
Le poème est réédité en 2002 dans le tome III des Œuvres complètes de Tristan L'Hermite.

### Œuvres complètes
- Jean-Pierre Chauveau et al., Tristan L'Hermite, Œuvres complètes (tome II) : Poésie I, Paris, Honoré Champion, coll. « Sources classiques » (no 41), 2002, 576 p. (ISBN 978-2-745-30606-7)

### Anthologies
- Pierre Camo (préface et notes), Les Amours et autres poésies choisies, Paris, Garnier Frères, 1925, XXVII-311 p.
- Amédée Carriat (présentation et annotations), Tristan L'Hermite : Choix de pages, Limoges, Éditions Rougerie, 1960, 264 p.
- Adolphe van Bever (notice et appendices), Tristan L'Hermite, Paris, Mercure de France, coll. « Les plus belles pages », 1909, 320 p.
- Philip Wadsworth (présentation et notes), Tristan L'Hermite : Poésies, Paris, Pierre Seghers, 1962, 150 p.

### Ouvrages cités
- Napoléon-Maurice Bernardin, Un Précurseur de Racine : Tristan L'Hermite, sieur du Solier (1601-1655), sa famille, sa vie, ses œuvres, Paris, Alphonse Picard, 1895, XI-632 p.
- Amédée Carriat, Tristan, ou L'éloge d'un poète, Limoges, Éditions Rougerie, 1955, 146 p.